# Rijeka (Olovo)
Rijeka es un pueblo ubicado en el municipio de Olovo, en el cantón de Zenica-Doboj, Bosnia y Herzegovina.

## Superficie
Posee una superficie de 34,76 kilómetros cuadrados.

## Demografía
Hasta 2013 la población era de 532 habitantes, con una densidad de población de 15,3 habitantes por kilómetro cuadrado.